# Ronaldo Campos
Ronaldo Campos de la Colina (San Luis, 20 gennaio 1927 – Lima, 25 agosto 2001) è stato un musicista e ballerino peruviano, noto suonatore di cajón e danzatore di zapateado, fondatore dell'Agrupación Perú Negro (Gruppo Perù Negro).

## Biografia
Nacque nel 1927 a San Luis de Cañete, un villaggio di tradizione afro-peruviana, figlio di José Campos e Lucila de la Colina. All'età di 12 anni si trasferì a Lima, dove si unì ai gruppi "Estampas de Pancho Fierro", "Cumanana" e "Teatro y Danzas Negras del Perú".
Nel 1969 fondò la Agrupación Cultural Perú Negro, un gruppo con cui avrebbero fatto numerose presentazioni all'estero. Nello stesso anno ottennero il primo posto al Festival Internazionale di Danza e Canzone al Luna Park di Buenos Aires, Argentina. Perù Negro diventerà il più prestigioso gruppo folkloristico del Perù, preservando la cultura dei discendenti africani in questo paese.
Contemporaneamente alla direzione di Perú Negro partecipò a diversi eventi, come II Festival de Arte Negro de Cañete, a cui partecipò come organizzatore.
Ronaldo è famoso per aver svolto un'importante ricerca e raggruppamento delle diverse danze del folclore afro-peruviano, creando diversi modelli ritmici per ognuno di essi.
All'inizio del 2001, Ronaldo Campos ebbe un ictus, e mesi dopo, ad agosto, morì per un infarto fulminante. Il suo corpo si trova nel cimitero di Lurín, a sud di Lima.